# Naintakhn
Naintakhn (en rus: Найнтахн) és un poble (un possiólok) de Calmúquia, a Rússia, segons el cens del 2012 tenia 319 habitants. Pertany al districte municipal de Tróitskoie.